# Kapote (film)
Kapote je biografski dramski film iz 2005. o američkom romanopiscu Trumanu Kapoteu u režiji Beneta Milera, sa Filipom Simorom Hofmanom u glavnoj ulozi. Film prvenstveno prati događaje tokom pisanja Kapoteove nefikcijske knjige Hladnokrvno ubistvo iz 1965. godine. Film je zasnovan na biografiji Džeralda Klarka Kapotea iz 1988. Objavljena je 30. septembra 2005. godine, što se poklopilo sa Kapoteovim rođendanom.
Film je postigao uspeh na blagajni i dobio je priznanja kritičara zbog Hofmanove glavne uloge. Na kraju je osvojio nekoliko nagrada i bio je nominovan za 5 Oskara, uključujući najbolji film, najbolju režiju za Milera, najbolju sporednu glumicu za Katrin Kiner i najbolji adaptirani scenario, a Hofman je osvojio Oskara za najboljeg glumca.

## Radnja
Godine 1959, ubistva porodice Klater se dešavaju na njihovoj farmi u Kanzasu. Dok čita Njujork tajms, Truman Kapote je zadivljen pričom i zove urednika časopisa Njujorker Vilijam Šona da mu kaže da planira da dokumentuje tragediju.
Kapote putuje u Kanzas, pozivajući prijateljicu iz detinjstva Nel Harper Li da mu se pridruži. On namerava da intervjuiše one koji su povezani sa porodicom Klater, sa Lijevom kao njegovim posrednikom i fasilitatorom. Alvin Djui, vodeći detektiv istražnog biroa Kanzasa na slučaju, odbacuje ga. Ipak, Djuijeva supruga Mari je obožavateljka Kapotovog pisanja i ubeđuje svog muža da pozove Kapotea i Li u njihovu kuću na večeru.
Kapoteove priče o filmskim setovima i filmskim zvezdama očaravaju Mari. Vremenom, njen muž se zagreva za Kapotea i dozvoljava mu da pogleda fotografije žrtava. Djui, Li i Kapote su na večeri kada su osumnjičeni za ubistvo, Peri Smit i Ričard „Dik“ Hikok, uhvaćeni. Laskanje, podmićivanje i oštar uvid u ljudsko stanje olakšavaju Kapoteove posete zatvoru u kojem se nalaze optuženi.
Kapote počinje da se vezuje za Smita. On obaveštava Šona o svojoj nameri da proširi priču u knjigu pune dužine. Nakon suđenja i osude, čime su Smit i Hikok osuđeni na smrt, Kapote dobija stalni pristup ubicama podmićujući upravnika Maršala Kruča.
Kapote provodi sledeće godine redovno posećujući Smita i učeći o njegovom životu, izuzev jednogodišnjeg boravka kada odlazi u Maroko i Španiju da napiše „prva tri dela“ knjige, u pratnji svog romantičnog partnera Džeka Danfija.
Priča o Smitovom životu, njegovom kajanju i njegovoj emocionalnoj iskrenosti impresioniraju Kapotea, koji postaje emocionalno vezan za njega uprkos jezivim ubistvima. Kapote pomaže Smitu i Hikoku tako što traži stručnog pravnog savetnika za njih i pokreće žalbu. Ipak, on je frustriran, jer Smit odbija da ispriča šta se tačno dogodilo u noći ubistava.
Iako je u početku nastojanje da se obezbedi odgovarajuća zastupljenost i prošire Kapoteove mogućnosti da razgovara sa ubicama, žalbeni proces se odugovlači nekoliko godina. Dok sudski spor nije rešen, Kapote oseća da se zaglavio sa pričom bez kraja i ne može da završi svoju knjigu. Konačno, uspeva da natera Smita da detaljno opiše ubistva i svoje misli u to vreme. On ima ono što želi od Smita, ali vidi bešćutnost i sebičnost u sopstvenim postupcima u tom procesu.
Sada sa svime pod kontrolom, Kapote još uvek mora da sačeka da se žalbeni proces završi pre nego što oseti da može da objavi svoj rad. Lijev bestseler roman Ubiti pticu rugalicu pretvoren je u film, ali Kapote nije u stanju da podeli radost uspeha svog prijatelja, previše je zarobljen u opijanju zbog sopstvene bede.
Pošto je poslednja žalba odbijena, Smit moli da se Kapote vrati pre nego što bude pogubljen, ali Kapote ne može da se natera sebe da to učini. Smitov telegram upućen Harper Li na kraju primorava Kapotea da se vrati u Kanzas. Tamo je očevidac pogubljena Smita i Hikoka.
Kapote razgovara sa Lijevom o užasavajućem iskustvu i žali se da nije mogao ništa da učini da to spreči. Ona odgovara: „Možda ne. Činjenica je da nisi hteo.” Dok se vraćao kući, Kapote pregledava fotografije iz slučaja, i spise i crteže koje mu je dao Smit.
U epilogu se ističe da je Hladnokrvno od Kapotea stovorilo najpoznatijeg američkog pisca, uz napomenu da nikada nije završio drugu knjigu. U postskriptumu se nalazi epigraf koji bi on odabrao za naslov Uslišenih molitava „Više suza se proliva nad uslišenim molitvama nego neodgovorenim“, citat Svete Tereze iz Avile.

## Prijem

### Blagajna
Kapote je zaradio 28,8 miliona dolara u Sjedinjenim Državama i Kanadi i 21,2 miliona dolara na drugim teritorijama za ukupno 50 miliona dolara širom sveta. DVD/Blu-rej prodaja je iznosila 17 miliona dolara do 2018. Produkcijski budžet je bio 7 miliona dolara.

### Kritički respons
Kapote je dobio veliko priznanje kritičara, a Hofmanova izvedba je bila predmet posebnih pohvala. Agregator recenzija Rotten Tomatoes izvestio je da je 89% kritičara dalo filmu pozitivnu recenziju, sa prosečnom ocenom od 8,20/10 na osnovu 197 recenzija. Konsenzus sajta glasi: „Zanimljiva centralna izvedba Filipa Simora Hofmana vodi dobro konstruisano prepričavanje najsenzacionalnijeg i najznačajnijeg perioda u životu autora Trumana Kapotea.” Na sajtu Metacritic, film ima ocenu 88 od 100 na osnovu 40 kritičara, što ukazuje na „univerzalno priznanje“. Rodžer Ebert je filmu dao ocenu četiri zvezdice, navodeći: „Kapote je film neuobičajene snage i uvida, o čoveku čije veliko dostignuće zahteva odricanje od samopoštovanja“.

### Priznanja
Kapote je osvojio nekoliko nagrada, uključujući nagradu Nacionalnog društva filmskih kritičara za najbolji film, i proglašen je jednim od deset najboljih filmova godine od strane Američkog filmskog instituta i Nacionalnog odbora za preglede. Nominovan je za pet Oskara i pet filmskih nagrada Britanske akademije, uključujući za najbolji film, najbolju režiju (za Milera), najbolju sporednu glumicu (za Ketrin Kiner) i najbolji adaptirani scenario (za Futermana), a Hofman je osvojio nagradu najboljeg glumca na obe ceremonije. Pored Oskara i Britanske filmske nagrade, Hofman je osvojio nagradu Zlatni globus i nagradu Udruženja filmskih glumaca, kao i nagrade brojnih grupa kritičara za svoj nastup. Štaviše, reditelj Miler je osvojio nagradu Gotam Nezavisnog filma za probojnog reditelja i dobio je nominaciju na dodeli nagrada Udruženja američkih režisera, a Fatermanov scenario je nominovan na dodeli nagrada Udruženja pisaca Amerike.

## Spoljašnje veze
- Kapote na sajtu  (jezik: engleski)
- Kapote na sajtu  (jezik: engleski)